# Amerikaanse Maagdeneilanden op de Olympische Zomerspelen 1984
De Amerikaanse Maagdeneilanden namen deel aan de Olympische Zomerspelen 1984 in Los Angeles, Verenigde Staten. Het was de vierde deelname aan de Olympische Zomerspelen en net als bij de vorige deelnames werd geen medaille gewonnen.
De zeiler John Foster sr. was de eerste deelnemer uit de Amerikaanse Maagdeneilanden die voor de derde keer aan de Spelen deelnam. De atleet Ronald Russell en zwemster Shelley Cramer namen beide voor de tweede keer deel.

## Deelnemers en resultaten
(m) = mannen, (v) = vrouwen 

### Atletiek
| Olympiër          | Discipline               | Resultaat | Prestatie                                            |
| ----------------- | ------------------------ | --------- | ---------------------------------------------------- |
| Ronald Russell    | 100m (m)                 | 68e       | serie 7: 6e in 11,02 (6e)                            |
| Neville Hodge     | 100m (m)                 | 36e       | serie 4: 3e in 10,58 kwartfinale 2: 8e in 10,69 (8e) |
| Neville Hodge     | 200m (m)                 | 32e       | serie 8: 3e in 21,12                                 |
| Marlon Williams   | marathon (m)             | 75e       | 2:46.50                                              |
| Brian Morrissette | polsstokhoogspringen (m) | 15e       | kwalificatie: 5,20 m                                 |

### Boksen
| Olympiër            | Discipline  | Resultaat | Prestatie                          |
| ------------------- | ----------- | --------- | ---------------------------------- |
| Clifton Charleswell | -63,5kg (m) | 17e       | 2e ronde: V van GBR Griffiths: 0-5 |

### Paardensport
| Olympiër      | Discipline           | Resultaat | Prestatie                                  |
| ------------- | -------------------- | --------- | ------------------------------------------ |
| Richard Radar | eventing individueel | DNF       | dressuur: 78 strafpunten crosscountry: DNF |

### Schermen
| Olympiër       | Discipline | Resultaat | Prestatie |
| -------------- | ---------- | --------- | --- |
| James Kerr     | degen (m)  | 61e       | 1e ronde groep 5: 5e V van SUI Poffet: 1-5 V van KOR Il-Hui: 2-5 V van FRA Boisse: 1-5 V van PUR Peña: 3-5                                                  |
| Julito Francis | floret (m) | 55e       | 1e ronde groep 2: 5e V van JPN Umezawa: 2-5 V van ISR Eyal: 2-5 V van ITA Cerioni: 0-5 V van TUR Yamac: 1-5                                                 |
| James Kreglo   | floret (m) | 57e       | 1e ronde groep 5: 6e V van FRG Gey: 2-5 V van VEN Magallanes: 0-5 V van AUT Wendt: 2-5 V van PUR Diaz: 2-5 V van KUW Al-Ahmed: 2-5                          |
| James Kreglo   | sabel (m)  | 32e       | 1e ronde groep 3: 6e V van ITA Scalzo: 1-5 V van ROU Ioan Pop: 3-5 V van USA Westbrook: 0-5 V van ARG Tass: 1-5 V van MON Martini: 2-5                      |
|                |            |           | |
| Alayna Snell   | floret (v) | 40e       | 1e ronde groep 2: 7e V van FRG Bischoff: 1-5 V van ITA Vaccaroni: 2-5 V van CAN Philion: 2-5 V van USA Wapko: 2-5 V van SWE Palm: 0-5 V van MEX Lozano: 2-5 |

### Schietsport
| Olympiër (deelname) | Discipline      | Resultaat | Prestatie                                              |
| ------------------- | --------------- | --------- | ------------------------------------------------------ |
| William Henderson   | 50m pistool (m) | 44e       | kwalificatie: 528 punten (86 - 89 - 88 - 91 - 89 - 85) |
| Roland Scott        | 50m pistool (m) | 55e       | kwalificatie: 459 punten (68 - 74 - 82 - 86 - 80 - 69) |
|                     |                 |           |                                                        |
| Gerard Berne        | skeet (v)       | 62e       | kwalificatie: 167 punten                               |

### Zeilen
| Olympiër (deelname)                     | Discipline      | Resultaat | Prestatie                                                  |
| --------------------------------------- | --------------- | --------- | ---------------------------------------------------------- |
| Kenneth Klein jr                        | plankzeilen (m) | 13e       | 93,7 pnt. (20 - 14 - 5,7 - 14 - 22 - 18 - 22 = 115,7 pnt.) |
| Peter Holmberg                          | finn klasse (m) | 11e       | 86,7 pnt. (17 - 25 - 5,7 - 21 - 14 - 13 - 16 = 111,7 pnt.) |
| Trace Tervo Erik Zucker                 | 470 klasse (m)  | 26e       | 174 pnt. (30 - 32 - 33 - 31 - 24 - 29 - 28 = 207 pnt.)     |
|                                         |                 |           |                                                            |
| John Foster sr John Foster jr           | star klasse     | 18e       | 130 pnt. (20 - 23 - 28 - 21 - 22 - 21 - 23 = 156 pnt.)     |
| Jean Braure Kirk Grybowski Marlon Singh | soling klasse   | 22e       | 160 pnt. (25 - 28 - 28 - 28 - 28 - 25 - 26= 180 pnt.)      |

### Zwemmen
| Olympiër (deelname)                                        | Discipline            | Resultaat | Prestatie               |
| ---------------------------------------------------------- | --------------------- | --------- | ----------------------- |
| Erik Rosskopf                                              | 100m vrije slag (m)   | 47e       | serie 3: 6e in 54,80    |
| Collier Woolard                                            | 100m vrije slag (m)   | 53e       | serie 1: 6e in 55,67    |
| Scott Newkirk                                              | 200m vrije slag (m)   | 41e       | serie 6: 6e in 1.57,74  |
| Erik Rosskopf                                              | 200m vrije slag (m)   | 53e       | serie 1: 7e in 2.02,04  |
| Scott Newkirk                                              | 400m vrije slag (m)   | 32e       | serie 1: 6e in 4.12,60  |
| Scott Newkirk                                              | 1500m vrije slag (m)  | 26e       | serie 2: 7e in 16.50,55 |
| Erik Rosskopf                                              | 100m rugslag (m)      | 37e       | serie 5: 6e in 1.03,82  |
| Collier Woolard                                            | 100m rugslag (m)      | 41e       | serie 6: 7e in 1.06,86  |
| Brian Farlow                                               | 100m schoolslag (m)   | 46e       | serie 3: 7e in 1.11,27  |
| Harrall Woolard                                            | 100m schoolslag (m)   | 45e       | serie 4: 7e in 1.11,67  |
| Brian Farlow                                               | 200m schoolslag (m)   | 43e       | serie 1: 7e in 2.37,07  |
| Harrall Woolard                                            | 200m schoolslag (m)   | 45e       | serie 5: 6e in 2.45,68  |
| Brian Farlow                                               | 200m wisselslag (m)   | 35e       | serie 4: 7e in 2.20,53  |
| Harrall Woolard                                            | 200m wisselslag (m)   | 40e       | serie 3: 6e in 2.27,51  |
| Harrall Woolard                                            | 400m wisselslag (m)   | 17e       | serie 1: 6e in 4.48,15  |
| Brian Farlow Scott Newkirk Erik Rosskopf Collier Woolard   | 4x100l vrije slag (m) | 20e       | serie 1: 7e in 3.43,49  |
| Brian Farlow Scott Newkirk Collier Woolard Harrall Woolard | 4x100m wisselslag (m) | 18e       | serie 2: 6e in 4.16,18  |
|                                                            |                       |           |                         |
| Shelley Cramer                                             | 100m vrije slag (v)   | 29e       | serie 5: 5e in 1.00,65  |
| Shelley Cramer                                             | 100m vlinderslag (v)  | 22e       | serie 2: 4e in 1.04,43  |
| Jodie Lawaetz                                              | 100m vlinderslag (v)  | 29e       | serie 5: 7e in 1.06,82  |
| Shelley Cramer                                             | 200m vlinderslag (v)  | 24e       | serie 4: 6e in 2.22,39  |
| Jodie Lawaetz                                              | 200m vlinderslag (v)  | 29e       | serie 4: 8e in 2.25,58  |

Algerije · Amerikaanse Maagdeneilanden · Andorra · Antigua en Barbuda · Argentinië · Australië · Bahama’s · Bahrein · Bangladesh · Barbados · België · Belize · Benin · Bermuda · Bhutan · Birma · Bolivia · Bondsrepubliek Duitsland · Botswana · Brazilië · Britse Maagdeneilanden · Canada · Centraal-Afrikaanse Republiek · Chili · China · Chinees Taipei · Colombia · Congo-Brazzaville · Costa Rica · Cyprus · Denemarken · Djibouti · Dominicaanse Republiek · Ecuador · Egypte · El Salvador · Equatoriaal-Guinea · Fiji · Filipijnen · Finland · Frankrijk · Gabon · Gambia · Ghana · Grenada · Griekenland · Groot-Brittannië · Guatemala · Guinee · Guyana · Haïti · Honduras · Hongkong · Ierland · IJsland · India · Indonesië · Irak · Israël · Italië · Ivoorkust · Jamaica · Japan · Joegoslavië · Jordanië · Kaaimaneilanden · Kameroen · Kenia · Koeweit · Lesotho · Libanon · Liberia · Liechtenstein · Luxemburg · Madagaskar · Malawi · Maleisië · Mali · Malta · Marokko · Mauritanië · Mauritius · Mexico · Monaco · Mozambique · Nederland · Nederlandse Antillen · Nepal · Nicaragua · Nieuw-Zeeland · Niger · Nigeria · Noord-Jemen · Noorwegen · Oeganda · Oman · Oostenrijk · Pakistan · Panama · Papoea-Nieuw-Guinea · Paraguay · Peru · Portugal · Puerto Rico · Qatar · Roemenië · Rwanda · Salomonseilanden · Samoa · San Marino · Saoedi-Arabië · Senegal · Seychellen · Sierra Leone · Singapore · Soedan · Somalië · Spanje · Sri Lanka · Suriname · Swaziland · Syrië · Tanzania · Thailand · Togo · Tonga · Trinidad en Tobago · Tsjaad · Tunesië · Turkije · Uruguay · Venezuela · Verenigde Arabische Emiraten · Verenigde Staten · Zaïre · Zambia · Zimbabwe · Zuid-Korea · Zweden · Zwitserland